# Централізована бібліотечна система для дітей міста Львова

Централізована бібліотечна система для дітей міста Львова — це 16 бібліотек-філіалів, об'єднаних навколо головної установи — Центральної дитячої бібліотеки. Система обслуговує понад 60 тисяч читачів, її книжковий фонд налічує понад 600 тисяч одиниць зберігання.
Головна книгозбірня для дітей міста Львова — Центральна дитяча бібліотека, заснована у 1947 році. Свою нову історію розпочала з 1979 року, коли відкрилося нове приміщення бібліотеки на вулиці Т. Окуневського, 3 (з 1950 до 1992 вулиця І. Довганика).
В результаті централізації міських бібліотек, у жовтні 1979 року створена ЦБС для дітей м. Львова.

## Структура[3]
- Центральна дитяча бібліотека м. Львова[4]

м. Львів, вул. Т. Окуневського, 3
- Бібліотека-філіал № 3[5]

м. Львів, вул. М. Хвильового, 3
- Бібліотека-філіал № 4[6]

м. Львів, вул. Б. Антоненка-Давидовича, 10
- Бібліотека-філіал № 9[7]

м. Львів, вул. Личаківська, 189
- Бібліотека-філіал № 10[8]

м. Львів, вул. М. Залізняка, 5
- Бібліотека-філіал № 11[9]

м. Львів, вул. Городоцька, 73
- Бібліотека-філіал № 13[10]

м. Львів, вул. Князя Романа, 32
- Бібліотека-філіал № 19[11]

м. Львів, вул. В. Симоненка, 10
- Бібліотека-філіал № 21[12]

м. Львів, вул. Пр. Ковалика, 1
- Бібліотека-філіал № 22[13]

м. Львів, вул. С. Петлюри, 41
- Бібліотека-філіал № 24[14]

м. Львів, вул. Дніпровська, 11
- Бібліотека-філіал № 26[15]

м. Львів, вул. Окружна, 29
- Бібліотека-філіал № 27[16]

м. Львів, вул. Б. Хмельницького, 175
- Бібліотека-філіал № 29[17]

смт Брюховичі, вул. Незалежності України, 31
- Бібліотека-філіал № 35[18]

м. Винники, вул. Т. Шевченка, 2
- Бібліотека-філіал № 36[19]

м. Львів, вул. О. Мишуги, 3
- Бібліотека-філіал № 42[20]

м. Львів, вул. Є. Патона, 4/2